# Sayan Sanya
Sayan Deesamer (tiếng Thái Lan: สายัณห์ ดีเสมอ), nghệ danh Sayan Sanya (สายัณห์ สัญญา), sinh ngày 31 tháng 1 năm 1953 Mất ngày 11 tháng 9 năm 2013, là một ca sĩ, nhạc sĩ người Thái Lan

## Tiểu sử
Biệt danh của ông là Pao (เป้า) sinh ngày 31 tháng 1 năm 1953 trong một gia đình nghèo ở Tỉnh Suphanburi . Ông bắt đầu sự nghiệp ca hát từ năm 1970 và trở thành Lukthung biểu diễn cả trên sân khấu cũng như cho các bộ phim trong hơn 40 năm.

## Danh sách đĩa nhạc
- Kai Ja
- Kwam Rak Muen Ya Khom
- Rak Sathan Din Satuen
- Nam Ta Nang
- Am Nat Haeng Kwam Kid Tueng
- Ai Num Rod Tai
- Lon Klao Phao Thai